# Jean-Baptiste Kockaert
Jean-Baptiste Kockaert (Brussel, 5 juli 1757 - 20 december 1830) was een Belgisch advocaat en lid van het Belgisch Nationaal Congres.

## Levensloop
Kockaert stamde uit een oude Brabantse familie. Hij behaalde zijn diploma van doctor in de rechten aan de universiteit van Leuven, en werd advocaat bij de Raad van Brabant.
Na tien jaar advocatuur werd hij in mei 1793 (laatste Oostenrijkse periode) raadsheer bij het Hof van Brabant, wat hij bleef tot aan de Franse overheersing half 1795. Hij werd toen opnieuw advocaat of wat men toen noemde 'défenseur officieux'. Bij het herstel van het beroep van advocaat in 1804 legde hij opnieuw de voorgeschreven eed af.
Toen in 1810 de Orde van Advocaten weer werd opgericht zat hij de openingszitting voor van de Brusselse balie op 13 juni 1811. Hij werd onmiddellijk door de procureur generaal tot stafhouder aangesteld en bleef dit tot in 1815. Vervolgens was hij nog lid van de Tuchtraad (1815-1817) en opnieuw stafhouder van 1817 tot 1821 en van 1822 tot aan zijn dood. In 1818 en 1821 werd hij ook gemeenteraadslid van Brussel.
In die periode overleden zowel zijn vrouw als zijn zoon.
In 1828 kwam hij op het voorplan als verdediger van Edouard Ducpétiaux, die voor het Hof van Assisen moest verschijnen. Deze advocaat en redacteur van de 'Courrier des Pays-Bas' had een artikel geschreven dat de regering in het verkeerde keelgat was geschoten. Hij werd aangehouden en beticht, door zijn geschriften, tegen de regering te ageren en de openbare orde te verstoren. Het proces deed heel wat stof opwaaien en de meeste balies in de Zuidelijke Nederlanden lieten protesten horen. Ducpétiaux werd verdedigd door de meesters Kockaert en Jean Barbanson. 
Kockaert was geen groot redenaar, maar een uitstekend jurist en iemand die gezag had verworven door zijn leeftijd en door de functies die hij bekleedde. Ducpétiaux werd tot een jaar gevangenis veroordeeld.
Dit ophefmakende proces had de naambekendheid van Kockaert doen toenemen, zodat het niet verwonderlijk is dat hij lid werd van de Commissie die met de Prins van Oranje ging onderhandelen over de bestuurlijke scheiding. Dit liep op een mislukking uit en het Voorlopig Bewind werd opgericht dat de onafhankelijkheid voorbereidde. Op 17 oktober werd Kockaert benoemd tot Eerste Voorzitter van het Hoog Gerechtshof (later Hof van Cassatie).
Enkele dagen later werd hij als een van de Brusselse vertegenwoordigers voor het Nationaal Congres verkozen. Van de 2001 kiezers die hun stem uitbrachten, waren er 1859 die voor Kockaert stemden.
Hij aanvaardde het lidmaatschap maar het is niet zeker dat hij ooit aan een zitting deelnam. Hij was ziek geworden en weldra overleed hij. Zijn uitvaart werd een belangrijke gebeurtenis, met een groot aantal leden van het Nationaal Congres, magistraten en advocaten die de uitvaartdienst bijwoonde in de Sinte-Goedelekerk en in de lijkstoet opstapten tot aan het kerkhof van Sint-Joost-ten-Node.